# Fliggtjärnen
Fliggtjärnen är en sjö i Bodens kommun i Norrbotten och ingår i Luleälvens huvudavrinningsområde. Sjön har en area på 0,0755 kvadratkilometer och ligger 204,2 meter över havet. Sjön avvattnas av vattendraget Långbäcken.

## Delavrinningsområde
Fliggtjärnen ingår i det delavrinningsområde (734825-172155) som SMHI kallar för Namn saknas. Medelhöjden är 216 meter över havet och ytan är 12,28 kvadratkilometer. Det finns inga avrinningsområden uppströms utan avrinningsområdet är högsta punkten. Långbäcken som avvattnar avrinningsområdet har biflödesordning 3, vilket innebär att vattnet flödar genom totalt 3 vattendrag innan det når havet efter 106 kilometer. Avrinningsområdet består mestadels av skog (83 procent). Avrinningsområdet har 0,22 kvadratkilometer vattenytor vilket ger det en sjöprocent på 1,8 procent.